# Gymnobucco bonapartei
El barbudo gorjigrís (Gymnobucco bonapartei) es una especie de ave de la familia Lybiidae. 
Se encuentra en Angola, Camerún, República Centroafricana, República del Congo, República Democrática del Congo, Guinea Ecuatorial, Gabón, Kenia, Ruanda, Sudán, Tanzania, y Uganda.=